# Government House (Canberra)
Government House – budynek w Canberze, będący oficjalną rezydencją gubernatora generalnego Australii w stolicy federalnej.

## Historia

### Czasy kolonialne
W 1828 działkę, na której stoi dziś gmach Government House, otrzymał od korony brytyjskiej Henry Donnison. Trzy lata później sprzedał ją Francisowi Mowattowi, pracownikowi rządu kolonialnego Nowej Południowej Walii. Mowatt wzniósł na niej kamienny dom, który miał mu służyć jako rezydencja łowiecka. Posiadłość nosiła wówczas nazwę Yarralumla. W 1837 znów zmieniła właściciela, którym został Terence Aubrey Murray. Po śmierci małżonki Murraya w 1858, w wyniku zapisów intercyzy właścicielem Yarralumli został jego teść, pułkownik Augustus Gibbes, szef poboru ceł w Nowej Południowej Walii. W 1881 Gibbes sprzedał posiadłość, a nabywcą został Frederick Campbell. Tereny dzisiejszej Canberry miały wówczas charakter wybitnie rolniczy. Gdy Campbell kupił Yarralumlę, liczyła ona 10,5 tysiąca hektarów. Pod jego zarządem powierzchnia posiadłości powiększyła się do 16 tysięcy hektarów. W latach 1891–1899 Campbell w dwóch etapach dokonał całkowitej zmiany zabudowy działki, zastępując kamienny dom nowym gmachem z cegły.

### Rezydencja rządowa
W 1909 Canberra została wybrana na przyszłą stolicę federalną zjednoczonej Australii. Wkrótce później rząd federalny kupił od Campbella jego posiadłość z przeznaczeniem na cele publiczne, jednak w pierwszych latach po tej decyzji nie służyła ona niczemu konkretnemu. W okresie I wojny światowej urządzono tam poligon wojskowy dla słuchaczy pobliskiej szkoły oficerskiej. W 1925 podjęto decyzję o przeznaczeniu posiadłości na siedzibę gubernatora generalnego i rozpoczęto rozbudowę istniejącego budynku. Pierwszym gubernatorem generalnym, który zamieszkał w gmachu, był lord Stonehaven. Ponieważ budynek był dalece skromniejszy niż dotychczasowa siedziba gubernatora w Melbourne, to gubernator przyjeżdżał do Canberry tylko na czas posiedzeń parlamentu. Do stałej przeprowadzki został zmuszony w 1930, kiedy to gmach w Melbourne zwrócono władzom stanu Wiktoria, które dotąd użyczały go władzom federalnym.
W 1939 została rozpoczęta kolejna przebudowa gmachu, która miała przygotować go na przyjęcie księcia Kentu, mającego objąć urząd gubernatora generalnego w listopadzie tego roku. Ostatecznie przyjazd księcia odłożono z powodu wybuchu II wojny światowej, zaś w 1942 zginął on w katastrofie lotniczej. Zamiast niego w 1944 funkcję gubernatora generalnego objął jego brat, książę Gloucester. Sam gmach uzyskał tymczasem formę architektoniczną, w której istnieje do dziś.

## Galeria

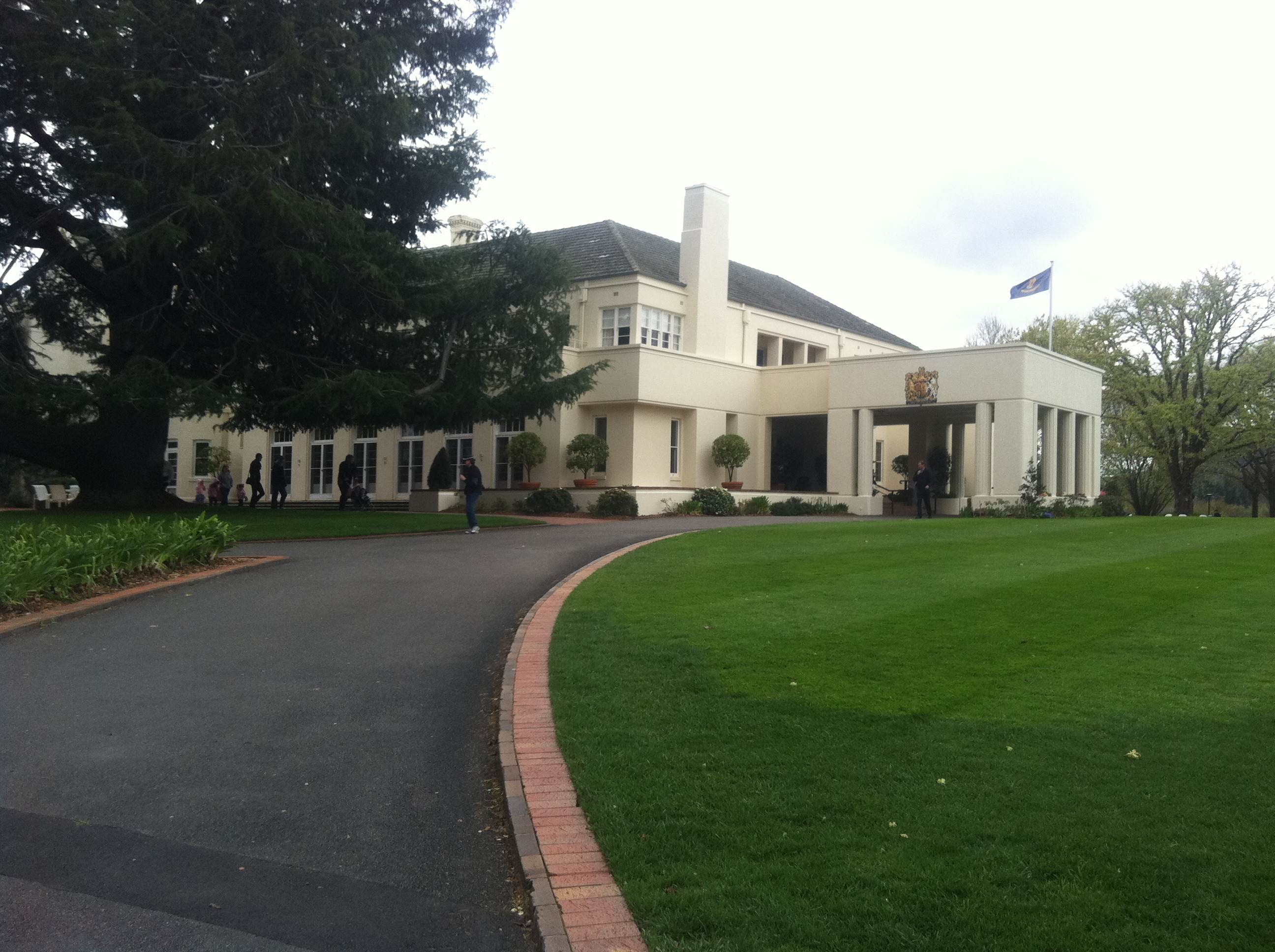
Widok od podjazdu, którym przybywają oficjalni goście
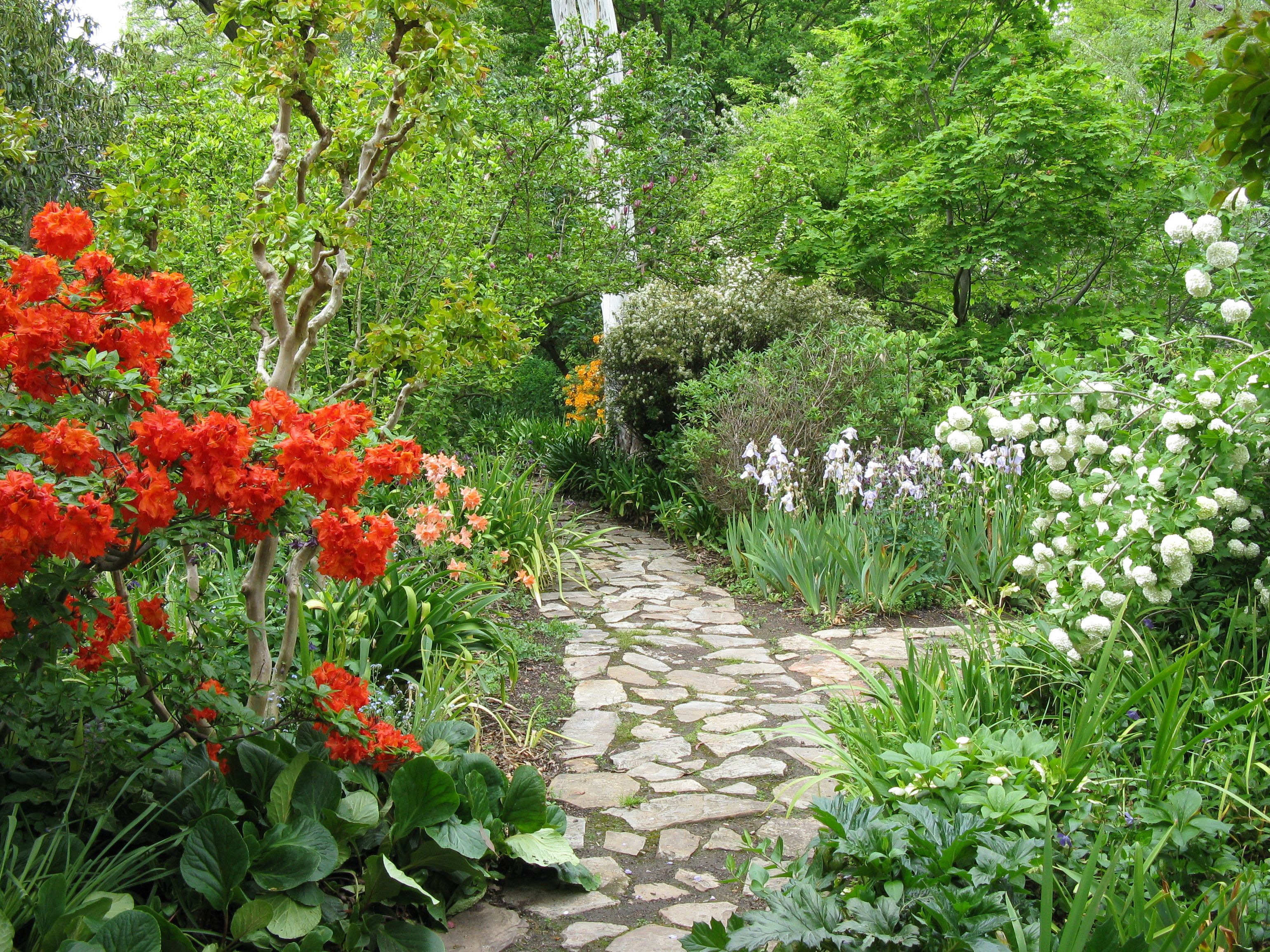
Ścieżka w ogrodzie
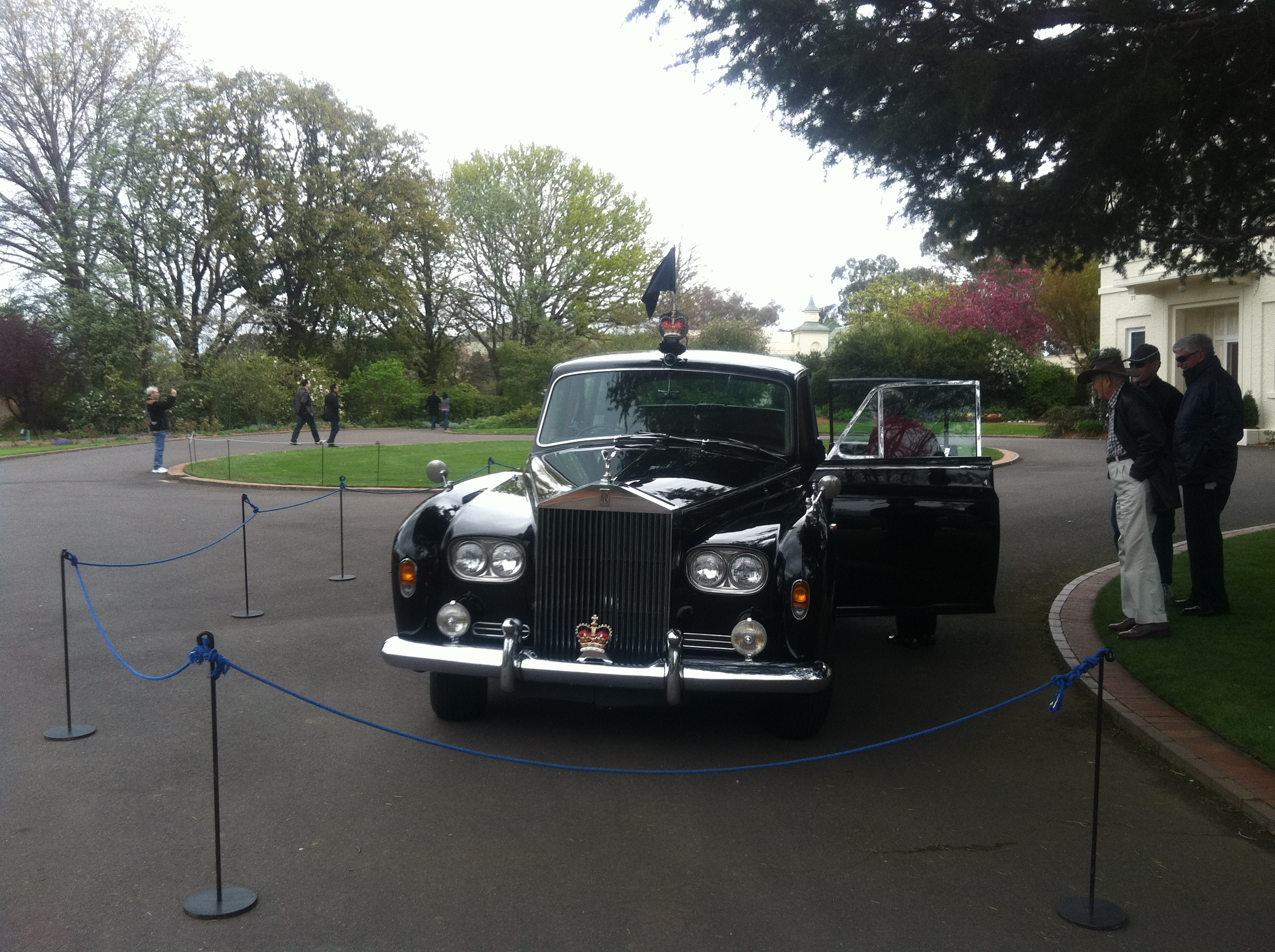
Ceremonialna limuzyna gubernatora generalnego na podjeździe rezydencji
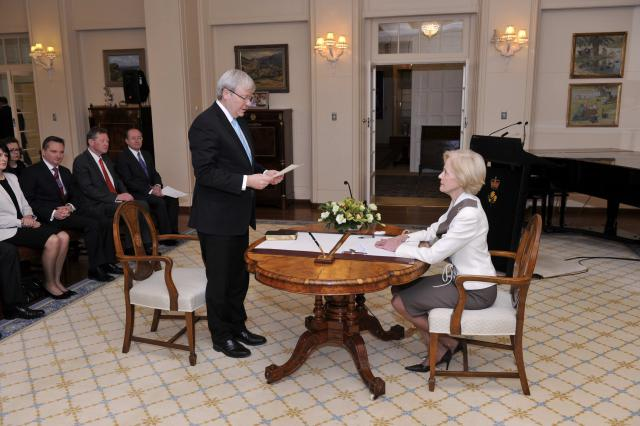
Ceremonia zaprzysiężenia Kevina Rudda na premiera Australii wewnątrz budynku
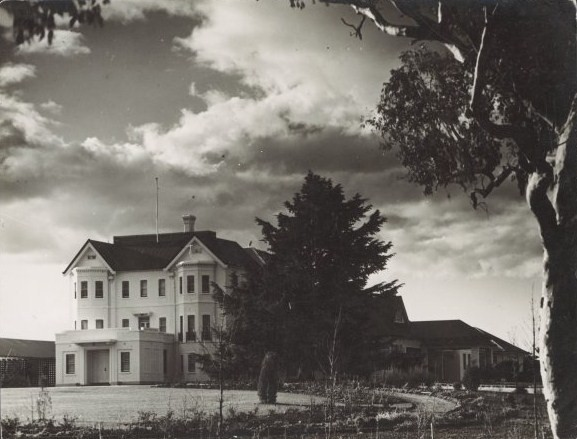
Stan z roku 1927, sprzed ostatniej przebudowy